# Pectinivalva chalcitis
Pectinivalva chalcitis là một loài bướm đêm thuộc họ Nepticulidae. Nó được tìm thấy dọc theo tây nam bờ biển của Tây Úc.
Sải cánh dài khoảng 5.5 mm đối với con cái.
Ấu trùng có thể ăn Eucalyptus. Chúng có thể ăn lá nơi chúng làm tổ.